# Baghélkhand
Baghélkhand (hindsky बघेलखंड) je historická oblast v Indii zasahující v jejím moderním členění do svazových států Madhjapradéše a Uttarpradéše. Jedná se o kopcovitou oblast, která je severovýchodním předhůřím Vindhji. Na západě ji vymezuje hranice s Bundelkhandem, na severu Indoganžská nížina a na jihu Dekánská plošina. Nejvýznamnější řekou oblasti je Són, pravý přítok Gangy. Mezi velká města patří Rívá a Satná.